# Rutland (Illinois)
Rutland é uma vila localizada no estado americano de Illinois, no Condado de La Salle.

## Demografia
Segundo o censo americano de 2000, a sua população era de 354 habitantes.
Em 2006, foi estimada uma população de 354, um aumento de 0 (0.0%).

## Geografia
De acordo com o United States Census Bureau tem uma área de
2,1 km², dos quais 2,1 km² cobertos por terra e 0,0 km² cobertos por água.
e uma cida de dos

## Localidades na vizinhança
O diagrama seguinte representa as localidades num raio de 16 km ao redor de Rutland.